# Burgstall Bleimerschloß
Die Burg Bleimerschloß ist eine abgegangene Spornburg im Bereich des Gemeindeteils Bleimerschloß von Greding im mittelfränkischen Landkreis Roth in Bayern. Etwa 500 Meter östlich befindet sich noch eine weitere, wohl frühmittelalterliche Befestigung, die Abschnittsbefestigung Bleimerschloß.
Sie ist unter dem Aktenzeichen D-5-6933-0048 als Bodendenkmal und unter dem Aktenzeichen D-5-76-122-96 als Baudenkmal in die bayerische Denkmalliste eingetragen.

## Geschichte
Die Burg in Bleimerschloß war eine Gründung der Herren von Buch, nach denen die Anlage auch "Buch" oder "Puch" genannt wurde. Das Geschlecht erscheint von 1157 bis etwa 1450 in den Schriftquellen. 
Im Jahr 1318 verkauften die Gebrüder Bernhard, Heinrich und Götz von Buch, sowie ihr Schwager Ulrich von Morsbach ihre Burg, die sie als Lehen des Bistums Eichstätt besaßen, an das Eichstätter Domkapitel. 1322 veräußerte das Domkapitel die Burg an Konrad den Älteren, Vizedom von Eichstätt, und dessen Söhne. Mit kurzen Unterbrechungen war dann von 1363 bis zu seinem Aussterben 1507 das Geschlecht von Morsbach mit der Burg belehnt. Der zwischen 1398 und 1415 urkundlich nachweisbare Kraft Morsbach war namensgebend für den Ort Kraftsbuch. Nach dem Erlöschen des Geschlechts der Morsbacher fiel die Burg als erledigtes Lehen an den Bischof von Eichstätt zurück. 1527 entschied jedoch das Reichskammergericht, dass der Besitz an Hugo von Parsberg gehen soll, dessen Frau dem Geschlecht der Herren von Morsbach entstammte. 1541 oder 1544 verkaufte Hugo die Burg zusammen mit dem Schloss Untermässing an den Eichstätter Bischof Moritz von Hutten.
Eine neue Lehensvergabe fand nicht mehr statt. Die Burg wurde in der Folgezeit zu einem einfachen Bauernhof. Die heutige Bezeichnung Bleimerschloß stammt von einem Bauern Bleymer, der 1730 das Anwesen an das Kloster Notre-Dame zu Eichstätt verkaufte. Das Kloster riss die restlichen Burgmauern ab, die nach Zerstörungen im Dreißigjährigen Krieg noch vorhanden waren. Die heutigen Gebäude des Weilers Bleimerschloß wurden im 19. und frühen 20. Jahrhundert im Bereich der Vorburg errichtet. 

## Beschreibung
Die Burg lag auf einem nach Nordosten gerichteten Geländesporn und wurde an der West- sowie an der Ostseite durch je eine Erosionsrinne gegen eine Annäherung geschützt, im Norden durch das tief eingeschnittene Tal des Heimbaches. Nach Süden geht das Vorgelände in eine ebene Hochfläche über.
Die Anlage war von einer Ringmauer umgeben, die Abgrenzung nach Süden hin bildete vermutlich ein heute nicht mehr existenter Abschnittsgraben. Von den ehemaligen Burggebäuden ist lediglich an der Ostecke der Ringmauer ein rechteckiger Turm mit den Innenmaßen von 2 × 3 Meter bekannt, dessen Fundamente bis fünf Meter unter das heutige Niveau reichen. Von weiteren Gebäuden oder der Befestigung ist heute keine Spur mehr vorhanden. Auf dem Gelände der Vorburg befindet sich heute ein Gutshof, in dem noch mittelalterliche Keller erhalten sein sollen.